# Merlijn
Merlijn est le nom d'un cultivar de pommier domestique.

## Origine
K.U. Leuven, Belgique.

## Parenté
Cultivar obtenu par croisement naturel Jonagold x Liberty.